# Ilics Zoran
Ilics Zoran (2002. január 2. –) magyar válogatott kézilabdázó, a német HSV Hamburg játékosa.

## Pályafutása

### Klubcsapatokban
2019 és 2023 közt a magyar bajnokságban szereplő Telekom Veszprém KC játékosa, azt megelőzően a klub utánpótlásában, a BFKA Veszprémben nevelkedett. 2020–2021-ben kölcsönben a lengyel Wisła Płock csapatában kézilabdázott. A Bakony-aljai klubbal kétszer nyert SEHA-ligát, kétszer Magyar Kupát, egyszer pedig magyar bajnokságot. Miután 2022 őszén poszttársa, Jahja Omar súlyosan megsérült, Ilics több játéklehetőséget kapott és a szezon során egyre jobb játékot mutatott. A szezon végén a bajnoki döntő második mérkőzésén 7 gólt is szerzett. 2023 nyarától a német első osztályban szereplő HSV Hamburg játékosa.

### A válogatottban
2020 novemberében mutatkozott be a magyar válogatottban egy Spanyolország elleni mérkőzésen. 2023 januárjában részt vett élete első felnőtt világversenyén, a világbajnokságon. A nyolcadik helyen végző együttesben kilenc mérkőzésen tíz gólt ért el.